# Kim Kielsen
Kim Kielsen, född 30 november 1966, är en grönländsk politiker. Hösten 2014 efterträdde han Aleqa Hammond som partiledare för Siumut och blev landsstyreformand, ledare för den grönländska regeringen.
Ursprungligen sjöman utbildade sig Kim Kielsen till polis och har tjänstgjort som polisman i Upernavik och Paamiut mellan 1996 och 2003. Han var därefter tjänstledig för att driva projekt för barn och unga med problem. Han valdes 2005 in i Grönlands landsting, liksom i kommunfullmäktige i sin hemkommun Paamiut.
I oktober 2014 blev han landsstyreformand sedan Aleqa Hammond trätt tillbaka, och några dagar senare blev han även partiledare för Siumut. 
Den 4 december 2014 bildades en koalitionsregering mellan Siumut (11 medlemmar), Demokraatit (4) och Atassut (2) med Kim Kielsen som landsstyreformand, vilket offentliggjordes den 10 december samma år.
Den 29 november 2020 förlorade han posten som partiordförande till Kim Jensen.
Kim Kielsen lämnade sin post som landsstyreformand efter valet till landstinget 2021 och efterträddes av Múte Bourup Egede från vänsterpartiet Inuit Ataqatigiit.